# Paragraphe
Pour le symbole typographique, voir Paragraphe (symbole).
Un paragraphe est une section de texte en prose vouée au développement d'un point particulier souvent au moyen de plusieurs phrases, dans la continuité du précédent et du suivant. 
Sur le plan typographique, le paragraphe est compris entre deux alinéas, qui s'analysent aussi comme une « ponctuation blanche ».
Le symbole du paragraphe est §. La fin d'un paragraphe était autrefois indiquée par un pied-de-mouche (¶).

## Histoire
Chez les Grecs anciens, la marque du paragraphe est avec le dicolon le seul signe de ponctuation connu ; la première mention se trouve chez Aristote (Rhétorique, III, 8, 1409 a 21).
L'étude du paragraphe comprend trois grandes divisions : 
- l'histoire de cette unité de composition et de ses significations cognitives et esthétiques (dans la Bible, dans les recueils de lois, dans la prose littéraire et notamment le roman)[2],[3] ;
- l'étude de sa pédagogie (très développée dans le monde anglo-saxon, où elle sert explicitement de base à l'enseignement de la rédaction)[2],[3] ;
- l'étude de son emploi en traitement automatique des langues naturelles (TALN), initiés par les travaux pionniers de l'Américain Robert E. Longacre[2].

## Fonctions

### Textes linéaires narratifs
Dans les textes linéaires narratifs, le changement de paragraphe marque généralement :
1. un changement de saynète avec un déplacement dans le temps, dans l'espace, un changement de personnage, ou deux ou trois de ces modifications cumulées,
2. un changement de type d'énonciation : on passe alors d'un type de texte à l'autre entre narration, description, explication, argumentation ou dialogue[4],[5]

### Textes linéaires non narratifs
Dans les textes linéaires non narratifs, le changement de paragraphe marque généralement :
1. la composition du texte en termes d'interlocution : c'est ainsi que selon Valentin Volochinov — un des tout premiers linguistes à avoir défini le paragraphe argumentatif — « les paragraphes [...] sont analogues aux répliques d'un dialogue. Il s'agit [...] de dialogues affaiblis et transformés en énonciation monologue. À la base de la division du discours [...] en paragraphes [...], on trouve l'ajustement aux réactions prévues [...] du lecteur » ;
2. le désir de l'auteur de mettre en avant un énoncé, et avec lui une idée ou une espèce (au sens classique d’unité de pensée) en particulier : il s'agit d'une forme d'inter-titrage subliminal. Pratiquement n'importe quelle phrase d'un texte peut être placée en tête de paragraphe, pour lui donner sa couleur et son orientation[6].

### Textes non linéaires
Dans les textes non linéaires, généralement tabulaires, il est difficile de parler de paragraphes : la page est composée de tables ou de tableaux, de graphes et d'histogrammes, d'images (de photographies, de dessins, ou de schémas, etc.), où les informations textuelles figurent dans des pavés de type légende, commentaire, note, etc., chaque segment de texte étant plus ou moins indépendant des autres, et rattaché à un élément non textuel. Il vaut mieux dans ce cas parler de pavé(s), et envisager la composition du document sous l'angle de la topologie (de la mise en page(s)).